# Homeland (2.ª temporada)
A segunda temporada da série de televisão norte-americana Homeland estreou em 30 de setembro de 2012 no Showtime e terminou em 16 de dezembro de 2012, composta por 12 episódios. É vagamente baseada na série de televisão israelense Hatufim criada por Gideon Raff e desenvolvida para a televisão norte-americana por Howard Gordon e Alex Gansa.

## Elenco

### Principal
- Claire Danes como Carrie Mathison, uma oficial de operações da CIA transferida para o Centro Contraterrorista.
- Damian Lewis como Nicholas Brody, um sargento dos Fuzileiros Navais resgatado pela Delta Force depois de passar oito anos como prisioneiro da Al-Qaeda.
- Morena Baccarin como Jessica Brody, a esposa de Nicholas Brody.
- David Harewood como David Estes, o diretor do Centro Contraterrorista da CIA e chefe de Carrie.
- Diego Klattenhoff como Mike Faber, um capitão dos Fuzileiros Navais. Ele era o melhor amigo de Brody que, depois de achar que ele estava morto, começou a namorar Jessica.
- Jamey Sheridan como William Walden, Vice-presidente dos Estados Unidos e anteriormente diretor da CIA.
- David Marciano como Virgil Piotrowski, contato de Carrie que a ajuda na vigilância de Brody.
- Navid Negahban como Abu Nazir, um membro do alto escalão da Al-Qaeda.
- Jackson Pace como Chris Brody, o filho de Jessica e Nicholas Brody.
- Morgan Saylor como Dana Brody, a filha de Jessica e Nicholas Brody.
- Mandy Patinkin como Saul Berenson, o chefe da Divisão do Oriente Médio da CIA e antigo chefe e mentor de Carrie.

### Recorrente
- Rupert Friend como Peter Quinn, um analista da CIA.
- Maury Sterling como Max Piotrowski, irmão de Virgil que também ajuda a vigiar Brody.
- Timothée Chalamet como Finn Walden, filho do vice-presidente e interesse amoroso de Dana.
- Talia Balsam como Cynthia Walden, esposa do vice-presidente.
- Zuleikha Robinson como Roya Hammad, uma jornalista e contato de Nazir.
- Hrach Titizian como Danny Galvez, um agente da CIA de origem Libanesa e Guatemalteca.
- Valerie Cruz como Major Joy Mendez.
- Marc Menchaca como Lauder Wakefield, ex-fuzileiro amigo de Faber e Brody.

## Episódios
| N.º na série | N.º na temp. | Título                  | Dirigido por        | Escrito por                                                          | Exibição original      | Cód. de produção | Audiência nos EUA (milhões) |
| --- | ------------ | ----------------------- | ------------------- | -------------------------------------------------------------------- | ---------------------- | ---------------- | --------------------------- |
| 13 | 1            | "The Smile"             | Michael Cuesta      | Alex Gansa & Howard Gordon                                           | 30 de setembro de 2012 | 2WAH01           | 1.73                        |
| Meses após sua terapia, um antigo contato de Carrie reaparece forçando sua volta para a CIA. Enquanto isso, Brody descobre que Abu Nazir não está contente com sua abordagem de não-violência para mudar as políticas dos EUA, e Dana acaba revelando um grande segredo. |              |                         |                     |                                                                      |                        |                  |                             |
| 14 | 2            | "Beirut Is Back"        | Michael Cuesta      | Chip Johannessen                                                     | 7 de outubro de 2012   | 2WAH02           | 1.66                        |
| Mesmo contra sua família, Carrie se envolve em uma operação para finalmente acabar com Abu Nazir. As ações de Brody no Congresso abalam sua relação com Jessica. Enquanto isso, Mike questiona os eventos ao redor da morte de Elizabeth Gaines. |              |                         |                     |                                                                      |                        |                  |                             |
| 15 | 3            | "State of Independence" | Lodge Kerrigan      | Alexander Cary                                                       | 14 de outubro de 2012  | 2WAH03           | 1.48                        |
| Após voltar de Beirute, Carrie prepara-se para o que ela espera ser uma grande vitória da CIA. Enquanto isso, Brody descobre que o fabricante de bombas de Gettysburg está sendo vigiado e corre perigo de ser descoberto. Jessica assume um grande risco e entra nos holofotes da política. |              |                         |                     |                                                                      |                        |                  |                             |
| 16 | 4            | "New Car Smell"         | David Semel         | Meredith Stiehm                                                      | 21 de outubro de 2012  | 2WAH04           | 1.75                        |
| Após uma breve conversa com Saul, Estes autoriza uma operação para investigar a inteligência encontrada em Beirute – porém, apenas colocando alguém de sua confiança como encarregado. Brody, ainda com o fabricante de bombas em mente, encontra Carrie em Langley. E Dana descobre que possui algo em comum com Finn Walden, o filho do vice-presidente.                                                                     |              |                         |                     |                                                                      |                        |                  |                             |
| 17 | 5            | "Q&A"                   | Lesli Linka Glatter | Henry Bromell                                                        | 28 de outubro de 2012  | 2WAH05           | 2.07                        |
| Brody é aprisionado novamente, porém agora em solo norte-americano. Enquanto isso, Carrie é obrigada a ficar em segundo plano e Estes está ocupado tentando manter Jessica longe. A relação de Dana com Finn chega em outro nível quando o encontro dos dois fica perigoso. |              |                         |                     |                                                                      |                        |                  |                             |
| 18 | 6            | "A Gettysburg Address"  | Guy Ferland         | Chip Johannessen                                                     | 4 de novembro de 2012  | 2WAH06           | 1.74                        |
| Dana visita o hospital e sai chocada. Faber fica enroscado com a CIA quando faz perguntas demais sobre Tom Walker. Brody concorda em trabalhar com Carrie e Quinn para impedir um ataque aos EUA, porém sua lealdade é questionada quando Gettysburg vira novamente um campo de batalha. |              |                         |                     |                                                                      |                        |                  |                             |
| 19 | 7            | "The Clearing"          | John Dahl           | Meredith Stiehm                                                      | 11 de novembro de 2012 | 2WAH07           | 1.91                        |
| Recuperando-se da emboscada, Carrie e sua equipe lutam para reconquistar o controle da operação enquanto Brody e sua família participam de uma arrecadação de fundos em uma fazenda da Virgínia. Saul visita Aileen na solitária, esperando que ela ajude a desvendar o ataque. Dana, angustiada, pressiona Finn sobre o crime dos dois, mas sua vontade de dizer a verdade entra em conflito com a missão secreta do seu pai. |              |                         |                     |                                                                      |                        |                  |                             |
| 20 | 8            | "I'll Fly Away"         | Michael Cuesta      | Roteiro: Howard Gordon & Chip Johannessen História: Chip Johannessen | 18 de novembro de 2012 | 2WAH08           | 1.87                        |
| Brody segue em direção de um colapso enquanto luta para manter suas complicadas alianças. Contra as ordens de Quinn, Carrie arma uma arriscada intervenção para manter Brody na linha, forçando-os a confrontar suas emoções. |              |                         |                     |                                                                      |                        |                  |                             |
| 21 | 9            | "Two Hats"              | Dan Attias          | Alexander Cary                                                       | 25 de novembro de 2012 | 2WAH09           | 2.02                        |
| Para clarificar suas prioridades, Brody faz um telefonema para Abu Nazir. Saul junta-se a Virgil e Max para reunirem informações sozinhos. Enquanto isso, a família Brody aproveita uma espécie de férias e Carrie prepara-se para a reunião mais importante da sua carreira. |              |                         |                     |                                                                      |                        |                  |                             |
| 22 | 10           | "Broken Hearts"         | Guy Ferland         | Henry Bromell                                                        | 2 de dezembro de 2012  | 2WAH10           | 2.20                        |
| Saul encontra um velho amigo. Brody e Walden discutem o futuro de sua relação política enquanto Dana e Finn entram em um acordo sobre suas diferenças. |              |                         |                     |                                                                      |                        |                  |                             |
| 23 | 11           | "In Memoriam"           | Jeremy Podeswa      | Chip Johannessen                                                     | 9 de dezembro de 2012  | 2WAH11           | 2.36                        |
| Carrie continua caçando Abu Nazir, mas agora suspeitando de gente de dentro de sua própria organização. Roya revela-se durante interrogatório. Saul não tem para onde ir enquanto luta por sua carreira sob as mais inesperadas circunstâncias. |              |                         |                     |                                                                      |                        |                  |                             |
| 24 | 12           | "The Choice"            | Michael Cuesta      | Alex Gansa & Meredith Stiehm                                         | 16 de dezembro de 2012 | 2WAH12           | 2.29                        |
| Carrie precisa decidir o que seu coração quer. Brody bebe com Faber e discute o futuro de sua família. Saul recebe uma missão secreta e Quinn toma uma decisão que pode mudar tudo. |              |                         |                     |                                                                      |                        |                  |                             |

## Produção
O Showtime renovou a série para uma segunda temporada em 26 de outubro de 2011. A produção começou em maio de 2012, com os dois primeiros episódios sendo gravados em Israel, representando Beirute, onde as cenas desses episódios são ambientadas. A segunda temporada trouxe três atores recorrentes da primeira temporada, promovidos ao elenco regular. São eles: Jamey Sheridan, David Marciano e Navid Neghaban. Rupert Friend se juntou ao elenco como Peter Quinn, um analista da CIA; originalmente foi escalado para o elenco regular, mas creditado como convidado.

## Recepção

### Críticas
A segunda temporada obteve no Metacritic um score de 96 pontos em 100, indicando "aclamação universal" com base em 21 críticas. Na agregação das dez listas mais bem avaliadas pelos críticos de TV, foi classificada como a terceira melhor série de televisão em 2012. O Rotten Tomatoes computou taxa de aprovação de 93%, destacando que "Homeland se prova um dos melhores thrillers da televisão, pois a segunda temporada aumenta a tensão e se beneficia da química entre suas estrelas". A revista TV Guide nomeou como o melhor programa de TV de 2012. O crítico da revista, Matt Roush, elogiou as "performances poderosas" de Claire Danes e Damian Lewis, bem como o ritmo implacável da escrita.
Dorothy Rabinowitz, do The Wall Street Journal, observou que a série era mais relevante do que nunca em eventos mundiais recentes e destacou que "a melhor série dramática da televisão está de volta com tudo que foi empolgante na primeira temporada com escrita de primeira classe, performances excelentes, suspense disparado". David Wiegand, do San Francisco Chronicle, sentiu que a temporada entregou altas expectativas e manteve o nível de escrita, atuação e tensão do programa.
Robert Bianco, do USA Today, deu a temporada uma pontuação de 4/4, chamando-a de "TV imperdível" e disse que, mesmo com o enredo habilmente elaborado, a maior força de Homeland estava em seus personagens. Brian Lowry, da Variety, escreveu uma crítica positiva, observando que existem alguns pontos da trama que incomodam a plausibilidade, mas que "uma vez que a narrativa começa a atingir seu ritmo no segundo episódio, fica claro que o programa permanece em um nível criativo rarefeito".

### Prêmios
Nos Prémios Emmy do Primetime de 2013, a série recebeu 11 indicações e teve duas vitórias. Pela segunda vez Claire Danes venceu a categoria de melhor atriz em série dramática e Henry Bromell venceu postumamente a categoria de melhor roteiro em drama. As demais indicações foram para as categorias dramáticas de melhor série, melhor ator (Damian Lewis), melhor atriz (Morena Baccarin) e melhor ator coadjuvante (Mandy Patinkin) e melhor direção (Lesli Linka Glatter, pelo episódio "Q&A"). No Creative Emmy Awards, as indicações foram nas categorias de melhor ator convidado (Rupert Friend), melhor elenco, melhor mixagem de som e melhor fotografia em série de câmera única.
Das quatro indicações que recebeu no Globo de Ouro de 2013, venceu em três categorias: melhor série dramática, melhor atriz (Danes) e melhor ator (Lewis), enquanto Patinkin foi indicado a melhor ator coadjuvante em televisão. Na 19.ª edição do SAG Awards, recebeu indicações nas categorias dramáticas de melhor elenco, melhor ator e melhor atriz, com Danes vencendo por esta última. Ainda em 2013, Homeland foi indicada ao Writers Guild of America Award nas categorias de melhor série dramática e melhor episódio drámatico ("New Car Smell"), escrito por Meredith Stiehm.